# Dwars door Wingene
Dwars door Wingene is een Belgische eendaagse wielerwedstrijd voor beloften en elite heren. De wedstrijd wordt jaarlijks gereden op een lokaal parcours in de gemeente Wingene, op de tweede zaterdag van juli.

## Organisatie
De organisatie van deze wedstrijd ligt in de handen van Wingene for Cycling. Deze lokale vereniging verzorgt al drie edities de volledige organisatie van Dwars door Wingene. De vereniging wordt vertegenwoordigd door Geert Vanhullebusch als voorzitter, Rudy Vergucht als penningmeester en Sietse Brackx als secretaris. Tijdens de wedstrijd is Robin Van Kerschaver als koersdirecteur verantwoordelijk voor de veiligheid van alle betrokken partijen.

## Parcours
In april 2024 publiceerde de organisatie Wingene for Cycling een nieuw parcours voor de vierde editie van de interclubwedstrijd. Het parcours kent een start op het Kerkplein van Wingene en vertrekt vandaar uit naar de Rozendalestraat waar de koersdirecteur na twee kilometer neutrale zone de officiële start zal geven. Vervolgens rijden de renners via de Noordakkerstraat, Gravestraat, Schaapsdreef, Beernemsteenweg, Bedelfstraat, Rakestraat, Keukelstraat, Balgerhoekstraat, Ruiseledesteenweg en Tieltstraat om terug in de Oude Bruggestraat te eindigen.
Dit nieuwe parcours kent veertien lokale ronden, daar dit er in de vorige edities slechts twaalf waren. Een ronde telt 11,15 kilometer en zorgt voor een totale afstand van 156,1 kilometer op de teller van de renners. 

## Erelijst
|      | Plaats | Naam                 | Ploeg                                                  |
| ---- | ------ | -------------------- | ------------------------------------------------------ |
| 2021 | 1      | Jarne Van De Paar    | Lotto Soudal Development Team                          |
| 2021 | 2      | Vito Braet           | Lotto Soudal Development Team                          |
| 2021 | 3      | Milan Fretin         | Lotto Soudal Development Team                          |
| 2022 | 1      | Thibau Verhofstadt   | Tarteletto - Isorex                                    |
| 2022 | 2      | Tom Portsmouth       | Mini Discar Cycling Team                               |
| 2022 | 3      | Gianni Marchand      | Tarteletto - Isorex                                    |
| 2023 | 1      | Koen Demuynck        | Wielerteam Decock - Van Eyck - Van Mossel Devos-Capoen |
| 2023 | 2      | Jonas Volkaert       | VDM Trawobo Cycling Team                               |
| 2023 | 3      | Artuur Torney        | Mini Discar Cycling Team                               |
| 2024 | 1      | Leander Van Hautegem | Soudal Quick-Step Devo Team                            |
| 2024 | 2      | Mauro Verwilt        | Tarteletto - Isorex                                    |
| 2024 | 3      | Senne Hulsmans       | Soudal Qucik-Step Devo Team                            |

## Edities
| Jaargang | Datum                       |
| -------- | --------------------------- |
| 2021     | 10 juli 2021                |
| 2022     | 9 juli 2022                 |
| 2023     | 8 juli 2023                 |
| 2024     | 13 juli 2024                |
| 2025     | 12 juli 2025 (aangekondigd) |

## D'r op en d'r over
Dwars door Wingene is de eerste nationale interclub wedstrijd in Vlaanderen die een eigen online videoreeks heeft. De reeks D'r op en d'r over wordt gepresenteerd door Nell Moerbeek en is sinds april 2024 te zien op de online kanalen van de organisatie Wingene for Cycling. In zes afleveringen bekijken ze de organisatie van een interclubwedstrijd en brengen ze de kijker op een informatieve en amusante manier dichter bij de koers.